# Feldherren, Krieger und Strategen. Krieg in der Antike von Achill bis Attila
Feldherren, Krieger und Strategen. Krieg in der Antike von Achill bis Attila ist ein militärgeschichtliches Sachbuch von Raimund Schulz. Es erschien am 24. August 2012 beim Klett-Cotta Verlag und beschäftigt sich mit dem Krieg in der Antike.

## Inhalt
Auf 629 Seiten listet Schulz chronologisch die Entwicklungen der Antike auf, die Einfluss auf Sieg oder Niederlage im Krieg hatten. Dabei beginnt er mit den ersten Beschreibungen unter Homer, beschreibt die Entwicklungen in der Polis, des Peloponnesischer Krieges und die Feldzüge Alexanders. Anschließend beschäftigt er sich ausführlich mit dem  Aufstieg und Fall des Römischen Reiches. Dabei betrachtet er nicht nur die Weiterentwicklungen in der Waffentechnik, sondern geht auch auf die sozialen, fiskalen und politischen Umstände der Zeit ein.

## Rezension
Thomas Speckmann von der Frankfurter Allgemeinen Zeitung attestiert Schulz, ihm sei mit dem Buch ein „beeindruckendes Gesamtbild vom Krieg in der Antike“ gelungen, das er sogar als, „neues Standardwerk, das über viele Jahre weitere Forschungen prägen dürfte“, sieht.
Dem Rezensenten der Süddeutschen Zeitung, Stephan Speicher, gefällt zwar die Idee, findet aber, dass sich der Autor zu sehr in Details verzettelt. Er ist auch nicht ganz von der Notwendigkeit des Buches überzeugt.

## Ausgabe
- Raimund Schulz: Feldherren, Krieger und Strategen. Krieg in der Antike von Achill bis Attila. Klett-Cotta, Stuttgart 2012. ISBN 978-3-608-94768-7.